# 卵と小麦粉とそれからマドレーヌ
『卵と小麦粉それからマドレーヌ』とは、2001年10月にBL出版より刊行された石井睦美の小説である。2006年3月9日にピュアフル文庫より加筆・訂正版が文庫化されている。

## あらすじ
女子中に入学したばかりの菜穂は、話しかけてきた川田亜矢と仲良くなり、亜矢と楽しく学校生活を送っていた。しかし、13歳の誕生日にママがフランスに半年間留学することになり状況は一変した。それに、亜矢が言った「もう子どもじゃないって思ったときって、いつだった？」が心に残っていた。